# ダージリン急行
『ダージリン急行』（英: The Darjeeling Limited）は、2007年に公開されたウェス・アンダーソン監督のアメリカ映画。

## 概要
父の死をきっかけに心が離れてしまった3兄弟が、インドの秘境を列車で旅する家族の愛と絆の物語。
本編上映の前にプロローグ的作品として、短編映画『ホテル・シュヴァリエ』（Hotel Chevalier）も上映された。

## ストーリー
ビジネスマンが慌ててダージリン急行に乗ろうとするが間に合わず、横を走っていた一人の男が追いつく。1年前の父の死をきっかけに絶交していたホイットマン3兄弟は長男フランシスの呼びかけで、この列車旅で再び兄弟の絆を固めようと皆に誓う。3人ともそれぞれ悩みを抱えている。フランシスはバイク事故で奇跡的に助かったものの、頭の包帯が取れていない。次男ピーターは父の遺品の独り占めを批判されていて、育った環境からか出産直前の妻との離婚を考えている。三男ジャックは作家で、小説を書き上げたばかりだが、元恋人のことを忘れられない（でも、しっかり女乗務員とトイレで寝たりする）。列車は蛇が出たり、線路を間違えたりトラブルだらけ。
失踪した母親がヒマラヤの修道院で尼僧をしていることが分かり、会いに行くことにするが、大ゲンカでペッパー・スプレーを使い、列車から降ろされてしまう。砂漠に降ろされ、途方に暮れ、空港を目指す。母親から人食い虎が出ていて別の時にと手紙。筏で川を渡ろうとする幼い3兄弟を目にする。ロープが切れ、激流に飲み込まれる兄弟を慌てて救助するが、幼い弟が命を落としてしまう。亡骸を抱き、村へ行き、葬式にも招待され、父親の葬儀を思い出す。ようやく国際空港に到着。タラップの前に思い直し、父の葬儀に来なかった母親に会いに行く。朝、母親が失踪。いろんな重荷を捨てた彼らに「オー・シャンゼリゼ」が鳴り響く。

## キャスト
| 役名                                   | 俳優                       | 日本語吹替 |
| -------------------------------------- | -------------------------- | ---------- |
| フランシス（長男）                     | オーウェン・ウィルソン     | 内田夕夜   |
| ピーター（次男）                       | エイドリアン・ブロディ     | 東地宏樹   |
| ジャック（三男）                       | ジェイソン・シュワルツマン | 竹若拓磨   |
| パトリシア（母）                       | アンジェリカ・ヒューストン | 鈴木弘子   |
| リタ（客室乗務員）                     | アマラ・カラン             | 佐古真弓   |
| 主任客室乗務員                         | ワリス・アルワリア         |            |
| ブレンダン（フランシスのアシスタント） | ウォレス・ウォロダースキー |            |
| アリス（ピーターの妻）                 | カミーラ・ラザフォード     |            |
| インド人少年の父親                     | イルファーン・カーン       |            |
| メカニック                             | バーベット・シュローダー   |            |
| ジャックの彼女                         | ナタリー・ポートマン       |            |
| 乗客                                   | クマール・パラーナ         |            |
| ビジネスマン                           | ビル・マーレイ             | 江原正士   |

- 日本語吹替版その他出演:吉見一豊、飯島肇、佐々木敏、恒松あゆみ、石住昭彦、津田真澄、四宮豪、興津和幸、井上剛
  - 日本語吹替版:演出:松岡裕紀、翻訳:栗原とみ子、制作:ACクリエイト
  - 字幕翻訳:吉田由紀子

## ホテル・シュヴァリエ
『ダージリン急行』上映前にプロローグ的作品として上映。上映時間13分。
ジェイソン・シュワルツマン、ナタリー・ポートマン出演。